# Multi Media Interface
Multi Media Interface (MMI) – interfejs użytkownika instalowany w większości samochodów Audi od roku 2004.

## Pojęcie

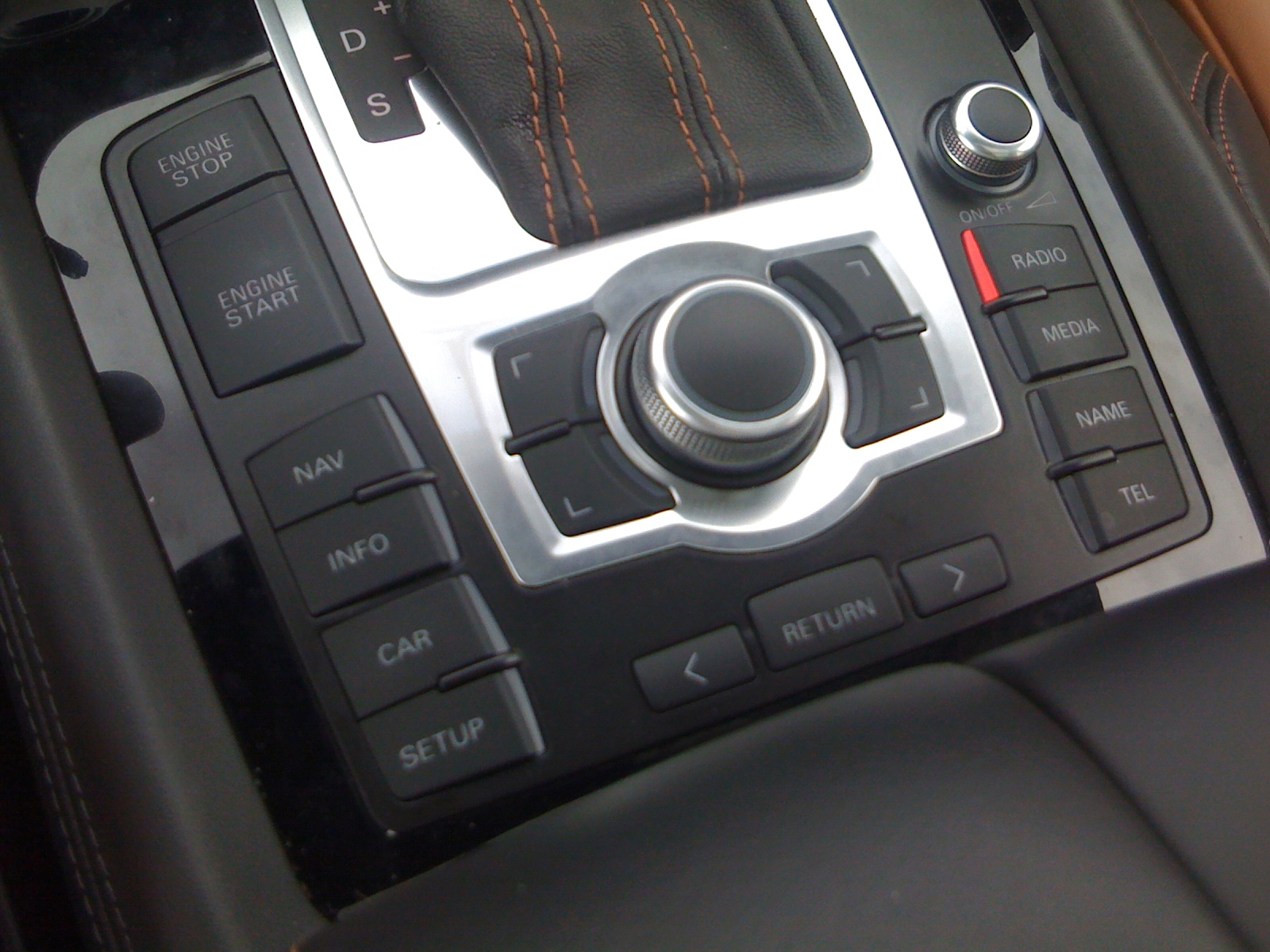
Konsola sterująca MMI 2G (ekran wraz z przyciskami do obsługi)

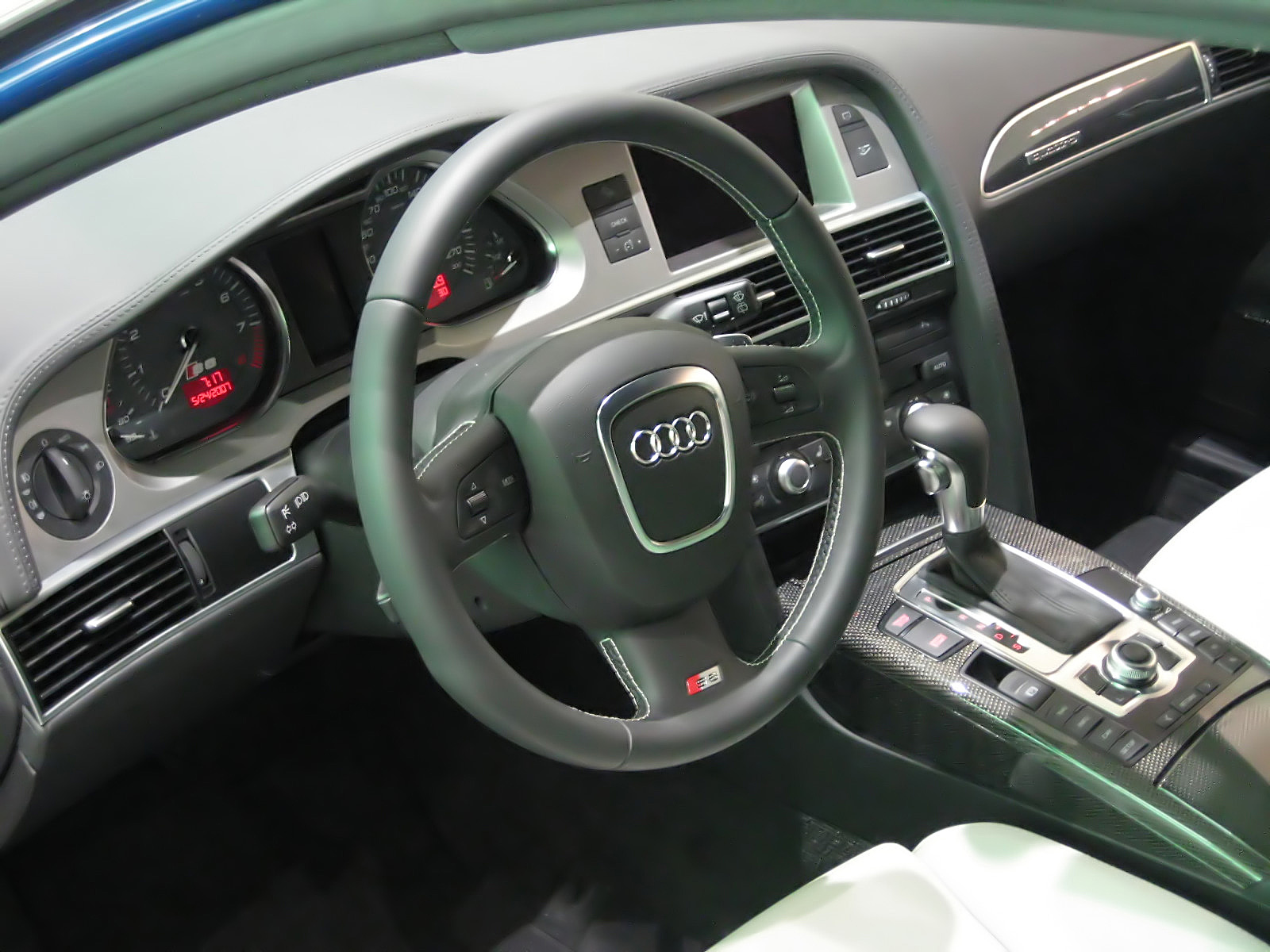
MMI w Audi S6. Po prawej stronie od kierowcy znajduje się konsola sterująca MMI 2G

Konsola sterująca MMI 2G (zdjęcie po prawej) składa się z pojedynczego interfejsu, który kontroluje różne urządzenia i funkcje samochodu, minimalizując w ten sposób ogromną tablicę z przyciskami i tarcze, które zwykle można znaleźć na desce rozdzielczej. 
Na środku znajduje się 5-calowy czarno-czerwony lub 7-calowy 16:9 w pełni kolorowy wyświetlacz, w zależności od rodzaju MMI zainstalowanego w samochodzie. Niżej, pod drążkiem zmiany biegów znajdują się przyciski, pokrętło oraz kilka mniejszych przycisków.

## Rodzaje
System MMI jest podzielony na dwie główne generacje: MMI 2G oraz MMI 3G. Ich charakterystyczne funkcje i elementy wyglądają następująco następujące:

### MMI 2G
- MMI 2G Basic
  - 5-calowy monochromatyczny wyświetlacz (czerwony i czarny)
  - Pojedynczy odtwarzacz CD
- MMI 2G Basic Plus - wszystkie funkcje MMI Basic, plus:
  - CD-ROM dla nawigacji satelitarnej (mapa z jednego kraju)
  - 10 głośników
  - Zdolność do przechowywania TIM
- MMI 2G High - wszystkie funkcje MMI Basic Plus a ponadto:
  - 7 calowy 16:9, w pełni kolorowy wyświetlacz
  - Zmieniarka 6 CD
  - DVD-ROM dla nawigacji satelitarnej (mapa Europy lub Stanów Zjednoczonych, oraz TMC)
  - Opcjonalne źródła multimedialne (tuner TV, audio aux, video aux, Audi Music Interface)

### MMI 3G
- MMI 3G Basic
  - Kolorowy ekran LCD
- MMI 3G High
  - 7 calowy 16:9, w pełni kolorowy wyświetlacz o wysokiej rozdzielczości
  - Nowe pokrętło manipulacyjne, pozwalające przeglądać mapę w wygodniejszy sposób
  - Czytnik DVD z dwoma portami na karty SDHC oraz opcjonalny wbudowany dysk twardy o pojemności 40GB
- MMI 3G Plus
  - Gładzik do wprowadzania adresów do nawigacji

## Funkcjonalność i rozszerzenia

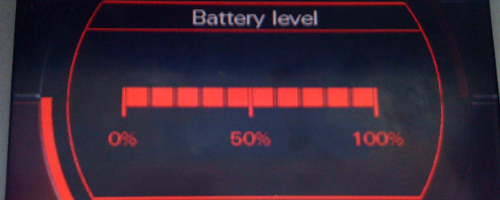
Wskazanie poziomu naładowania akumulatora w MMI 2G.

Poniższa lista wskazuje zakres systemów oraz funkcji kontrolowanych przez MMI. Jednakże wszystko zależy od posiadanego rodzaju MMI oraz od wyposażenia samochodu i jego konfiguracji.

### Standardowe
- Nawigacja satelitarna, w tym dynamiczne przeliczanie trasy na podstawie informacji o natężeniu ruchu TMC
- Tuner radiowy
- Zmieniarka CD
- Ogrzewanie, wentylacja, klimatyzacja, siedzenia
- Car Setup (ustawienia centralnego zamka, coming home/leaving home, ustawienia szyb)
- Instrukcja obsługi (podręcznik użytkownika wyświetlany na ekranie)
- Wskazanie poziomu oleju (jedynie w silnikach bez tradycyjnego bagnetu)
- Sterowania zawieszeniem pneumatycznym (jedynie w samochodach wyposażonych w ten rodzaj zawieszenia)

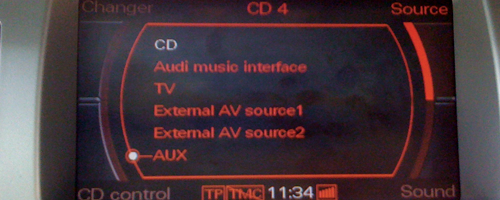
Wszystkie możliwe źródła w MMI 2G.

- Książka kontaktów

### Opcjonalne
- System AMI (Audi Music Interface)
- Tuner TV
- Telefon oraz zestaw głośnomówiący BlueTooth
- TPMS (System monitorowania ciśnienia w oponach)
- Rear Seat Entertainment (RSE)
- Dwa wejścia AV AUX
- Audio AUX
- Radio satelitarne
- Wyświetlacz kamery cofania i czujników parkowania

### Ukryte
- Wskazanie poziomu naładowania akumulatora
- Wygodne przełączanie źródeł
- Video in Motion

## Występowanie
W system MMI wyposażone są następujące samochody Audi:
- A1
- A3 (8V)
- A4 (B8)
- A5
- A6 (C6, C7)
- S6 (C6, C7)
- A7
- A8 (D3)
- S8 (D3)
- Q3
- Q5
- Q7

## Aktualizacje oprogramowania

### MMI 2G

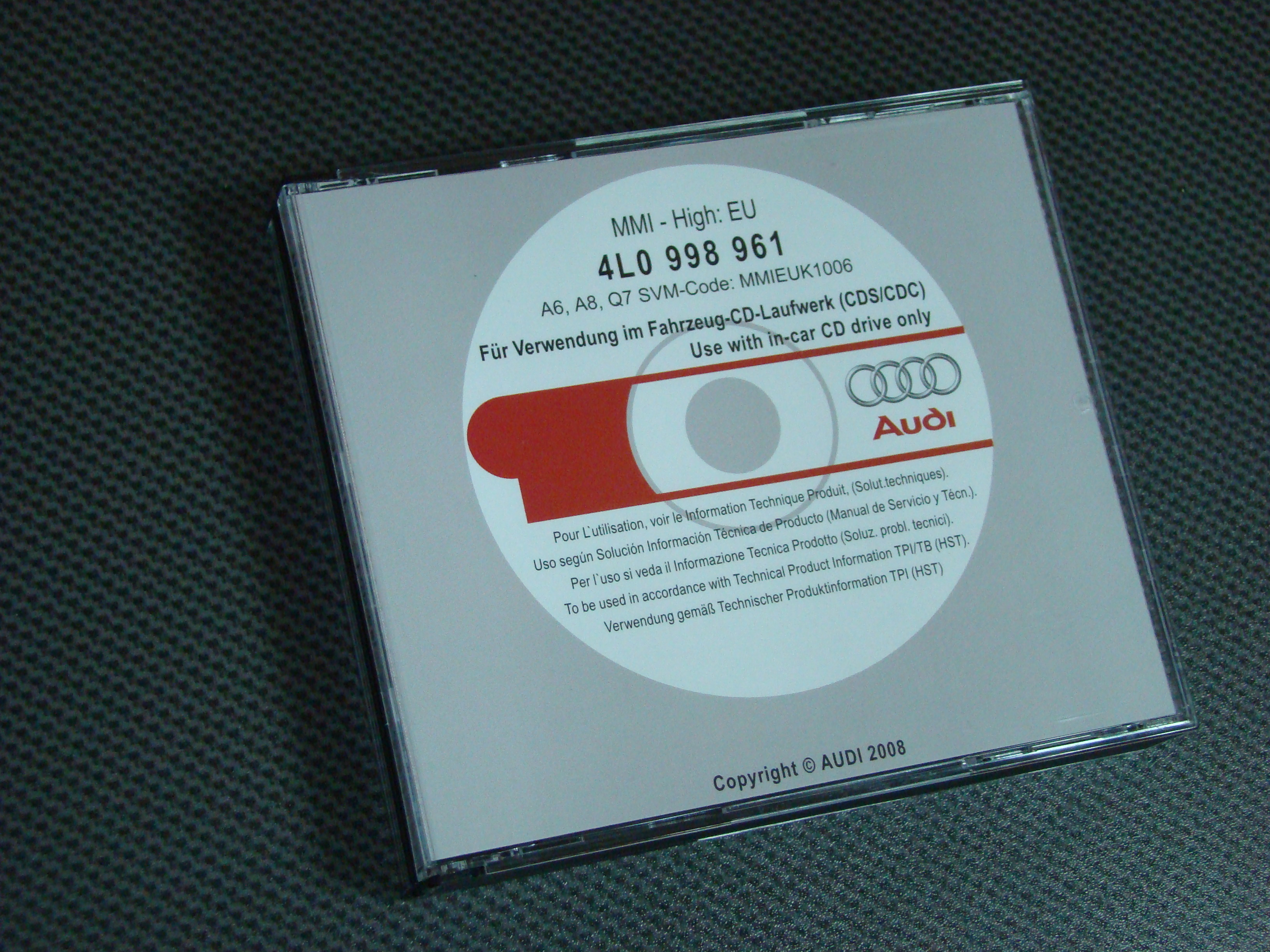
Zestaw płyt do aktualizacji oprogramowania MMI 2G do wersji 5570.

Audi co jakiś czas publikowało nowsze wersje oprogramowania, które miały za zadanie usprawnić działanie systemu MMI. Zazwyczaj aktualizacja oprogramowania nie wnosiła nic nowego dla użytkownika końcowego, jednak wyjątkiem jest europejska wersja 4220, od której można używać nawigacji z widokiem z lotu ptaka.
Również znacząca jest europejska wersja 5150, która pozwala na bezpośrednią aktualizację z dowolnie niskiej wersji, a nie (jak to miało miejsce wcześniej) stopniową aktualizację z użyciem każdej wersji między aktualną a docelową.
Aktualizacje zawierały nowe oprogramowanie nie tylko dla samego modułu MMI, ale również dla wzmacniaczy, tunerów, zestawu bluetooth, systemu AMI, zmieniarek, moduł GPS oraz innych rozszerzeń układu.
Publikowane europejskie wersje oprogramowania
- 2120 (2.1.20) - Numer części: 4E0 906 961 L
- 3460 (3.4.60) - Numer części: 4E0 906 961 T
- 4220 (4.2.20) - Numer części: 4E0 906 961 AA
- 5150 (5.1.50) - Numer części: 4F0 906 961 AB
- 5570 (5.5.70) - Numer części: 4L0 998 961 (dla A6/A8/Q7) oraz 8K0 998 961 (dla A4/A5)

Z racji na to, że płyty z oprogramowaniem można samemu zamówić w Audi (choć w Polsce nie zawsze się to udaje), aktualizację można przeprowadzić samemu. Taka procedura nie wymaga żadnych narzędzi, ani przeszkolenia z zakresu informatyki. Uruchamia się ją kombinacją klawiszy, wsadza płytę z aktualizacją do pierwszego slotu zmieniarki i wykonuje polecenia wyświetlane na ekranie MMI. Dla przykładu, kompletna aktualizacja wszystkich podzespołów do wersji 5570 to proces trwający nawet 2 godziny.

### MMI 3G
Aktualizacja MMI 3G nie jest czynnością jaką użytkownik pojazdu może przeprowadzić sam - wymaga zostawienia samochodu w Autoryzowanym Serwisie Obsługi.